# یک درام در لیوونی
یک درام در لیوونی یا حادثه‌ای در لیوونی (فرانسوی: Un drame en Livonie‎)یک رمان نوشته شده در سال ۱۹۸۳ توسط نویسنده فرانسوی ژول ورن می باشد. این رمان در سال ۱۹۰۴ منتشر شد.

## داستان
در استان لیوونیا(لیوونی) ، یک کارمند بانکی که پول حمل می کند ، به قتل می رسد. مظنون اصلی استاد دیمیتری نیکولف است. او علاوه بر مسافرخانه دار آلمانی كروف ، تنها فرد حاضر بود. ولادیمیر یانوف وكیل و نامزد ایلكا نیكولف (دختر استاد) برای اثبات بی گناهی پدرزن آینده خود از تبعیدگاه خود، یعنی سیبری، می گریزد و راه طولانیِ سیبری تا لیونی را می پیماید.
در این داستان از شهر تالین(پایتخت کنونی کشور استونی) با نام رِوال یعنی نام این شهر در دوران نوشته شدن داستان یاد شده است(نام شهر تالین از قرن سیزدهم تا ۱۹۱۸ میلادی و اشغال استونی توسط آلمان در جنگ جهانی دوم از ۱۹۴۱ تا ۱۹۴۴ با نام روال (به استونیایی: Reval) شناخته میشده است).
ژان قریب در ترجمه خود عنوان کتاب را حادثه‌ای در لیوونی گذاشته است.